# Cappelle sul Tavo
Cappelle sul Tavo est une commune italienne d'environ 3 980 habitants, située dans la province de Pescara, dans la région Abruzzes, en Italie méridionale.

## Administration
| Période                                  | Période  | Identité       | Étiquette | Qualité |
| ---------------------------------------- | -------- | -------------- | --------- | ------- |
| 14 juin 2015                             | En cours | Lorenzo Ferri= |           |         |
| Les données manquantes sont à compléter. |          |                |           |         |

### Hameaux
Staffieri 

### Communes limitrophes
Città Sant'Angelo, Collecorvino, Montesilvano, Moscufo, Spoltore